# Teumessische vos
De Teumessische vos (Oudgrieks: Τευμησ (σ) ία ἀλώπηξ, Teumēs (s) íā alôpēx, of ἀλώπηξ τῆς Τευμησσοῦ, "vos van Teumesso") is een reuzenvos uit de Griekse mythologie, die was voorbestemd om nooit gevangen te worden genomen. Er werd gezegd dat ze door de goden (mogelijk Dionysos) was gestuurd om de zonen van Thebe te plunderen als straf voor een nationale misdaad.
Creon, de toenmalige koning van Thebe, legde Amphitryon de onmogelijke taak op om dit beest te doden. Amphitryon ontdekte een schijnbaar perfecte oplossing voor het probleem door de hond Laelaps op te halen, die voorbestemd was alles te vangen waarnaar hij op jacht was, om de vos op te sporen. Zeus, geconfronteerd met een onvermijdelijke tegenspraak vanwege de paradoxale aard van hun elkaar uitsluitende vermogens, veranderde de twee beesten in steen. Zo werden beide twee sterrenbeelden: Canis Major (Lelapo) en Canis Minor (de Teumessische vos).